# Woolf Barnato
Joel Woolf Barnato, född den 27 september 1895, död den 27 juli 1948, var en brittisk racerförare och cricketspelare.

## Biografi
Barnatos far hade blivit förmögen på guld och diamanter i Sydafrika. Fadern gick bort när unge Woolf var två år gammal. Den välbärgade arvingen fick sin utbildning vid några av Storbritanniens förnämsta skolor och deltog i första världskriget som artilleriofficer. Efter kriget blev Barnato en framstående cricketspelare. Han ägnade sig även åt bilsport med en privat Bentley och blev en ledande medlem i Bentley Boys. 
Walter Owen Bentley kämpade med lönsamheten för sitt företag och 1925 köpte Barnato en majoritetspost i Bentley Motors Ltd och blev styrelseordförande. Med nya medel utvecklade Bentley den sexcylindriga 6½ Litre-modellen. På Barnatos och Bentley Boys initiativ tog man även fram den kompressormatade Blower Bentleyn, trots W. O. Bentleys uttalade ogillande.
Barnato spenderade en god del av sin förmögenhet på att hålla Bentley flytande, men Wall Street-kraschen slog hårt mot både företaget och Barnatos privatekonomi och 1931 tvingades man sälja till rivalen Rolls-Royce.

## Racingkarriär

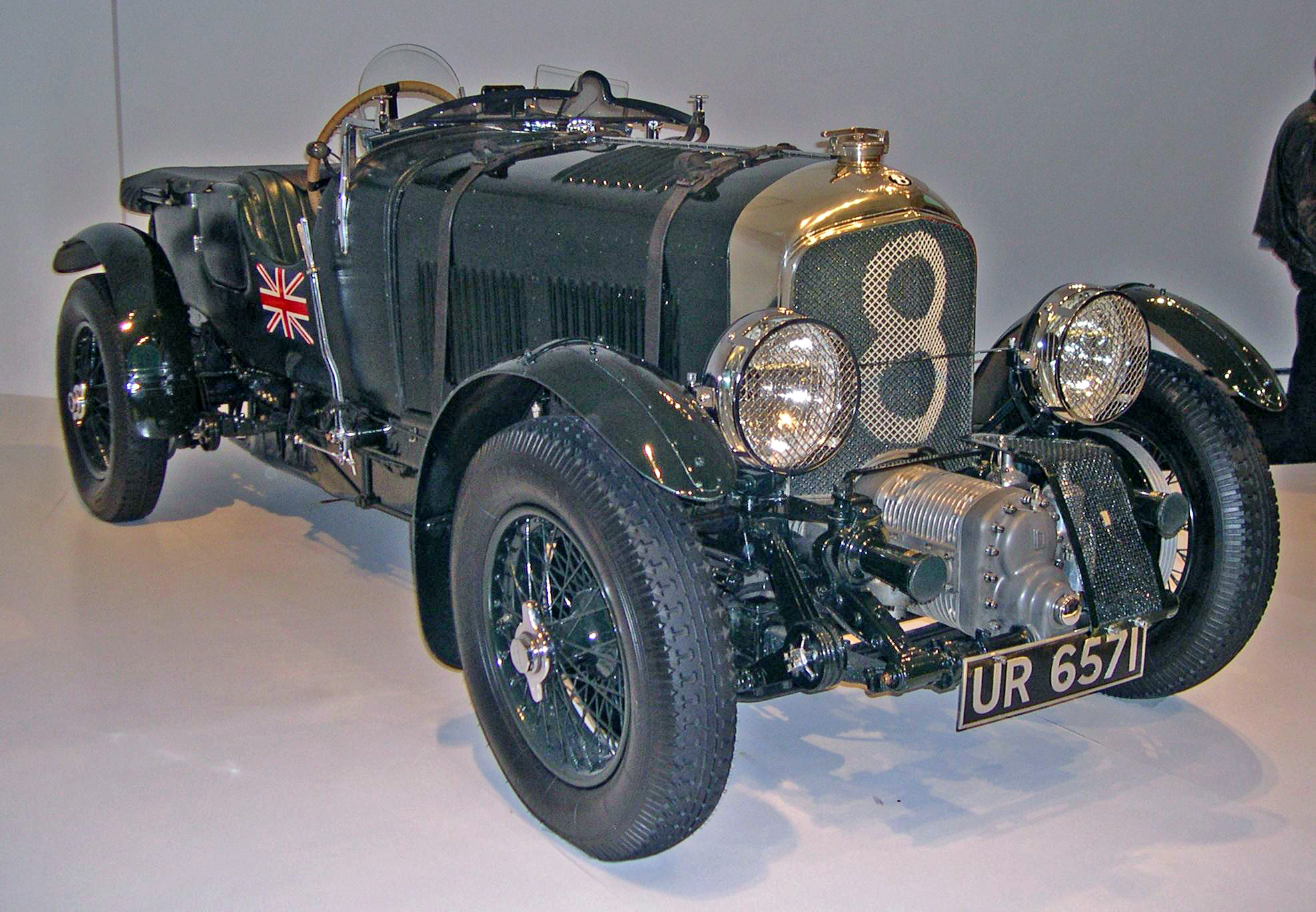
"Blower" Bentley 1929

Barnato tävlade själv framgångsrikt i Le Mans 24-timmars i slutet av 1920-talet. Han vann tävlingen 1928, 1929 och 1930, och blev därmed den förste föraren att ha vunnit Le Mans 24-timmars tre gånger. Eftersom det var de enda tre gångerna han deltog i tävlingen, så är han den ende föraren som vunnit alla Le Mans-lopp han ställt upp i.